# Paul Dedona
Paul Dedona was de basgitarist van de Amerikaanse punkrock band Bad Religion. Hij was lid van het eind van 1982 tot het begin van 1984 en zijn enige voorkomen was in het tweede album Into the Unknown. Hij is uit de band gezet voor het opnemen van Back to the Known. Hij is vervangen door Tim Gallegos.